# Louis Streel
 (juin 2017).
Si vous disposez d'ouvrages ou d'articles de référence ou si vous connaissez des sites web de qualité traitant du thème abordé ici, merci de compléter l'article en donnant les références utiles à sa vérifiabilité et en les liant à la section « Notes et références ».
Pour les articles homonymes, voir Streel.
Louis Streel, né le 25 juillet 1898 à Fexhe et mort le 27 août 1960 à Noville est un homme politique belge.
Il fut bourgmestre de Noville et sénateur provincial de la province de Liège (1949-1954).

## Généalogie
- Il fut fils de Hubert (1861-1912) et Mathilde de Béco (1872-1956).
- Il épousa en 1922 Marie-Louise Grégoire.
  - Ils eurent 7 enfants : Anne Marie, Hubert, Pierre, Louis, Henri, Léon et Bernadette.